# Heart (álbum de L'Arc~en~Ciel)
Con el título de HEART el grupo de rock L'Arc~en~Ciel daba comienzo a una nueva era, contando con la presencia de un nuevo miembro entre sus filas: Yukihiro Awaji en la batería. Tras unos meses alejados de los medios, el grupo reapareció lanzando dos sencillos, Niji y winter fall, para sólo un mes más tarde sorprender con el nuevo álbum. HEART llegó directamente al número #1 del ranking de ventas, superando el millón y medio de copias. 
Excepto una canción, todas las demás estuvieron bajo la producción del arreglista Hajime Okano, quien seguiría trabajando con el grupo en los años siguientes. 

## Lista de canciones
| #   | Título               | Compuesta por:                                                      |
| --- | -------------------- | ------------------------------------------------------------------- |
| 1.  | LORELEY              | hyde (letra y música) L'Arc~en~Ciel y Hajime Okano (arreglos)       |
| 2.  | winter fall          | hyde (letra) ken (música) L'Arc~en~Ciel y Hajime Okano (arreglos)   |
| 3.  | Singin' in the Rain  | hyde (letra y música) L'Arc~en~Ciel y Hajime Okano (arreglos)       |
| 4.  | Shout at the Devil   | hyde (letra) ken (música) L'Arc~en~Ciel y Hajime Okano (arreglos)   |
| 5.  | Niji (Album Version) | hyde (letra) ken (música) L'Arc~en~Ciel y Chokkaku (arreglos)       |
| 6.  | birth!               | hyde (letra y música) L'Arc~en~Ciel y Hajime Okano (arreglos)       |
| 7.  | Promised land        | hyde (letra) ken (música) L'Arc~en~Ciel y Hajime Okano (arreglos)   |
| 8.  | fate                 | hyde (letra) ken (música) L'Arc~en~Ciel y Hajime Okano (arreglos)   |
| 9.  | milky way            | hyde (letra) tetsu (música) L'Arc~en~Ciel y Hajime Okano (arreglos) |
| 10. | Anata                | hyde (letra) tetsu (música) L'Arc~en~Ciel y Hajime Okano (arreglos) |

## Vídeos promocionales
- L'Arc~en~Ciel - Niji
- L'Arc~en~Ciel - winter fall

- Datos: Q2702441